# Leptodactylus colombiensis
Leptodactylus colombiensis és una espècie de granota que viu a Colòmbia i Veneçuela.